# Medley (Floryda)
Medley – miasto w Stanach Zjednoczonych, w stanie Floryda, w hrabstwie Miami-Dade.